# 寺井良夫
寺井 良夫（てらい よしお、1957年8月 - ）は、日本の社会事業家、一般社団法人SAVE IWATE理事長。いわてNPO災害支援ネットワーク共同代表。工学修士（東京工業大学）。技術士（建設部門）。

## 人物・略歴
1957年、静岡市生まれ。1976年、静岡県立静岡高等学校卒業。1977年、東京工業大学第六類入学。1981年、東京工業大学工学部社会工学科卒業。1983年、東京工業大学大学院理工学研究科社会工学専攻修士課程修了（工学修士）。同年、現地密着の地域開発・まちづくりを行いたいと考え、岩手県盛岡市のまちづくりコンサルタント会社、邑計画事務所に入社。2001年、邑計画事務所代表取締役。
2011年、東日本大震災当日は停電でテレビが映らず、翌日、津波被害を知り、盛岡から宮古市に入り惨状に呆然とした。3月13日、盛岡市在住の有志6人でボランティア組織SAVE IWATEを設立。以来、津波被害の大きかった三陸地区など岩手の復興支援を続けている。
学習支援、ボランティアのための無料宿泊、無料送迎サービスを提供。各種の情報を発信、三陸復興カレンダーの発行を通じ、岩手の文化を紹介するとともに資金調達を行なった。また、被災者に雑巾を縫ってもらい全国に販売する復興ぞうきんプロジェクト、支援物資中の古布をリメイクする羅針盤チーム、岩手の山谷に育成する和グルミを活用する「和グルミプロジェクト」を展開した。
2024年能登半島地震では、1月11日から18日まで、石川県七尾市、穴水町、珠洲市など６市町の避難所で炊き出しを行ない、2月1日から2月5日まで炊き出しの他、全国各地から集められた食料品や衣類などの物資を届けるなど2度の支援を行なった。

### 災害対応
2011.3東日本大震災、2013.8岩手県央豪雨（盛岡市、雫石町）、2016.4熊本地震（熊本市、嘉島町）、2016.8台風10号豪雨災害（岩泉町）、2017.7九州北部豪雨（福岡県東峰村）、2017.7秋田豪雨（大仙市）、2018.8西日本豪雨（愛媛県大洲市、広島県三原市）、2018.9北海道胆振東部地震（北海道安平町、むかわ町、厚真町）、2019.9令和元年房総半島台風（千葉県富津市）、2019.10令和元年東日本台風（田野畑村）。

## 社会活動
- ＮＰＯ法人もりおか中津川の会 理事 事務局
- ＮＰＯ法人都市デザイン総合研究センター 副理事長
- いわて民俗観光プロジェクト 代表
- 北東北連携ネットワーク 事務局長
- 北東北茅葺きネットワーク 事務局長
- おもてなしプラザ運営協議会 事務局次長
- 馬をめぐる地域まるごと交流連携事業実行委員会
- 盛岡商工会議所情報部会

## 委員など
- 盛岡市まちづくりアドバイザー（H14～）
- 岩手県地方独立行政法人評価委員会委員-岩手県立大学、岩手県工業技術センター-（H16.11～H22.11）
- 中心市街地活性化タウンマネージャー（H17.4～H18.3）
- 岩手県公共交通利用推進協議会委員（H19.7～）
- 岩手県分権推進会議検討部会（地域振興・総務）委員（H19.8～）
- 盛岡市個人情報保護審議会委員（H20.8～H24.7）
- 岩手県県立都市公園管理運営検討委員会委員（H21.6～H24.3）

## 表彰
- 2023年 SDGs岩佐賞[11][12]